# Quatuor Alfama
Quatuor Alfama is een Belgisch kamermuziekensemble. Ze maakten de muziek bij verschillende kindervoorstellingen.

## Biografie
Het Alfama Kwartet werd opgericht in Brussel in 2005. Het werd vernoemd naar de middeleeuwse wijk in Lissabon. De vier leden - Elsa de Lacerda (viool), Caroline Denys (viool), Morgan Huet (altviool) en Renaat Ackaert (cello) - volgden samen masterclasses bij Walter Levin van het LaSalle Quartet, Rainer Schmidt van het Hagen Quartett, Heime Müller en Natalia Prischepenko van het Artemis Quartett, Eberhard Feltz en de leden van het Quatuor Danel.
Voor concerten werkt het kwartet regelmatig samen met solisten als Camille Thomas (cello), Marie Hallynck (cello), Guillaume Coppola (piano), Nathanaël Gouin (piano), Albane Carrère (mezzo-sopraan), Anne Niepold (accordeon), Jodie Devos (sopraan) en Julien Libeer (piano).
In 2011 maakten ze de voorstelling Le Rêve d'Ariane, met actrice Ariane Rousseau, waarin ze kinderen op ludieke wijze laten kennismaken met het strijkkwartet. In 2013 verscheen er een boek met cd van deze voorstelling. Een Nederlandstalige versie verscheen in 2014 op de planken, met de actrice Lotte Mariën. In 2015 maakte het kwartet een tweede kindervoorstelling met Rousseau: Pomme-Henriette, waarmee ze optraden in La Philharmonie Luxembourg, Philharmonie de Paris en Opéra de Bordeaux. De Nederlandstalige versie, Bonneke Rita, ging in 2017 in première in deSingel in Antwerpen.
In 2019 maakt het kwartet een derde familievoorstelling: Fanny & Felix, met actrice Circé Lethem. De Franstalige versie ging in première op les Festivals de Wallonie; de Nederlandstalige in deSingel.
Het kwartet trad op in concertzalen zoals Cité de la Musique, Flagey in Brussel, Opéra de Dijon, Musée d’Orsay en Chapelle Corneille in Rouen. Ze speelden verschillende keren in Bozar in Brussel. Daarnaast werden ze uitgenodigd op festivals zoals Festival d’Ambronay, Festival de Stavelot, Festival d’Alcobaça en Festival Internacional de Música de Espinho in Portugal.
Met accordeonspeelster Anne Niepold maakten ze de voorstelling LALALA, met liedjes van Jacques Brel, Dalida, Carlos Gardel, Michel Legrand, Claude Nougaro en Charles Trenet.

## Kwartetleden
- Elsa de Lacerda (viool) - tevens journaliste voor Musiq3, Le Vif/L’Express, Le Soir.[20]
- Caroline Denys (viool) - werkte met BL!NDMAN [strings],[21] Symfonieorkest Vlaanderen, Antwerp symphony orchestra en Belgian National Orchestra.
- Morgan Huet (altviool) - werkte met Oxalys,[22] Yes Camerata,[23] Brussels Philharmonic Orchestra, Orchestre Royal de chambre de Wallonie en l'Orchestre Symphonique de la Monnaie.
- Renaat Ackaert (cello) - tevens lid van I Fiamminghi[24] en te horen op The Night Before van Hooverphonic.[25]

## Discografie[26]
- Leo Brouwer: Concierto Elegiaco - Danzas Concertantes - Quintet (Fuga Libera - 2007) - met gitarist Denis Sung-Hô en Chapelle Musicale de Tournai (track 1 tot 6) en Quatuor Alfama (tracks 7 tot 9)
- Quartettsatz (Fuga Libera - 2011) - met muziek van oa. Schönberg, Mendelssohn, Tsjaikovski, Britten, Sibelius, Rachmaninov
- Le Rêve D'Ariane (L'histoire Du Quatuor À Cordes Racontée Aux Enfants) (Eigen beheer - 2015)
- Exilio (Pavane Records - 2016) - muziek van Philippe Malfeyt, met ensemble La Roza Enflorese
- Still Schubert (Cyprès Records[27] - 2019) - met muziek van Schubert en Jean-Luc Fafchamps,[28] met mezzo-sopraan Albane Carrère.[29]